# Operace Namal
Operace Namal (hebrejsky מבצע נמל‎, mivca Namal, doslova operace Přístav) byla vojenská akce provedená během první arabsko-izraelské války v květnu 1948, těsně po konci britského mandátu nad Palestinou a vzniku státu Izrael, izraelskou armádou, jejímž cílem bylo dobýt arabskou vesnici Tantura na břehu Středozemního moře.

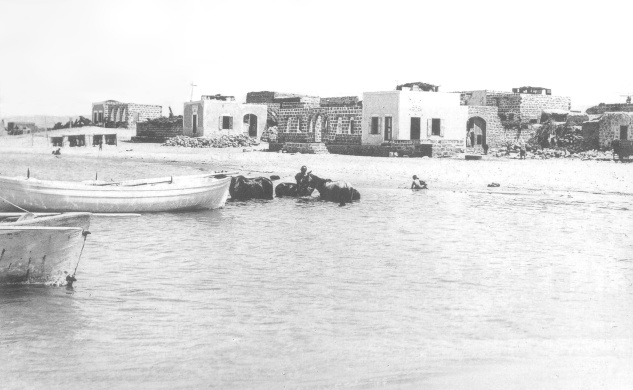
Arabská vesnice Tantura, snímek z roku 1935

V květnu 1948 zůstávala vesnice Tantura jediným významným arabským sídlem na břehu moře v pobřežní nížině. Díky své poloze se stala zásobovacím místem pro dodávky arabských zbraní z Libanonu a mohla ohrožovat provoz na hlavní severojižní silniční ose mezi Tel Avivem a Haifou. Pokusy o dohodu o složení zbraní obyvatelé Tantury odmítli (na rozdíl od podobně situované přímořské arabské vesnice Džisr az-Zarka, která kapitulovala a její obyvatelstvo mohlo zůstat ve svých domovech). Operaci Namal provedla brigáda Alexandroni. Podle jejích informací v Tantuře pobývalo cca 300 arabských bojovníků s cca 100 puškami a dalšími zbraněmi. Útok začal 23. května 1948. Bylo při něm zabito cca 70 Arabů, na izraelské straně zemřelo 14 vojáků. Výsledkem akce bylo ovládnutí Tantury a zánik zdejšího arabského osídlení. Stojí tu v současnosti židovská vesnice Dor.